# Gary Grigsby's World at War
Gary Grigsby's World at War è un videogioco di strategia a turni bidimensionale ambientato durante la seconda guerra mondiale in alcune zone del pianeta fra il 1939 e il 1945, in cui ci si deve occupare di una fazione controllando interi eserciti e costruendo tutto quello di cui questi hanno bisogno, sviluppato da Matrix Games con 2by3 Games e distribuito nell'anno 2005.
C'è un altro titolo fatto anch'esso dalla stessa casa di sviluppo, che si può considerare il seguito di questo: A World Divided (su di un ipotetico continuare della guerra tra URSS e Alleati) distribuito nell'anno 2006.

## Modalità di gioco
Ci sono 4 campagne (per vari anni di scontro: dal 1940, dal 1941, dal 1942 e dal 1943), con cinque livelli di difficoltà, utilizzabili per il gioco in singolo contro il computer che si articola in due fasi di gioco in sequenza (quella delle mosse e su quella delle produzioni) avendo la possibilità dare al computer il controllo una delle due e che relative a cinque gruppi in guerra: Alleati, Cina, Germania, Giappone e Unione Sovietica; sono presenti anche 2 lezioni (sulle due fasi) per imparare le nozioni di base del gioco ("tutorial").
Il gioco in gruppo, fino ad un massimo di cinque utenti è utilizzabile sia "play online" (tramite TCP/IP) su LAN o con modem, che "play by e-mail" facendo uso della posta elettronica e-mail.